# Céilí (bal)
Pour la danse, voir Céilí (danse).

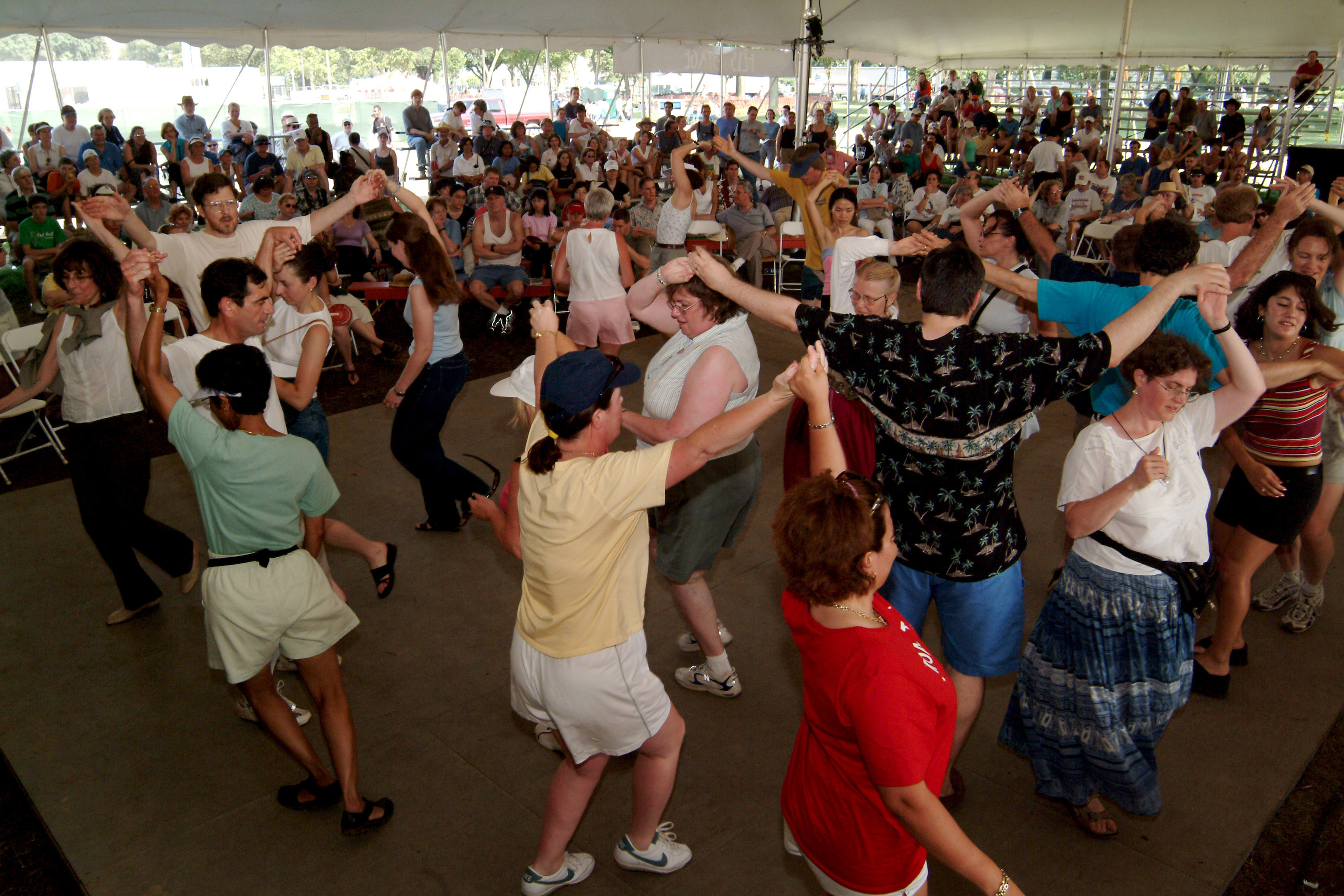
Des individus essayant le céilí au Smithsonian Folklife Festival en 2003 au National Mall.

Un céilí (orthographe irlandaise officielle), au pluriel des céilithe, est, selon l’acception actuelle, un bal de danse traditionnelle originaire d’Irlande et d’Écosse, mais qu’on retrouve dans toute la diaspora celtique originaire de ces pays. Le mot est masculin en irlandais (un céili) mais féminin en gaélique écossais (une cèilidh). Les pluriel respectifs sont des céilithe et des cèilidhean. On rencontre aussi les orthographes ceilidh, céilidh (en anglais). Avant l’apparition des discothèques et des night-clubs, des céilithe avaient lieu dans de nombreuses salles publiques dans les villes et les villages, le vendredi ou le samedi soir. Ils sont encore assez courants bien que moins nombreux.

## Histoire
À l’origine, le mot céilí désignait, dans le nord de l’Irlande, une réunion de voisins dans une maison, en soirée, où l’on discutait et où l’on échangeait les nouvelles. Cette coutume est appelée « kayleeing » dans le comté de Clare et équivaut à ce qu’on nomme « making a cuaird », ailleurs en Irlande. Ce n’étaient pas des réunions de musique et de danse, bien qu’il pouvait y en avoir à l’occasion.
On trouvait le même type de réunion en Écosse : 

« The 'ceilidh' is a literary entertainment where stories and tales, poems and ballads, are rehearsed and recited, and songs are sung, conundrums are put, proverbs are quoted, and many other literary matters are related and discussed »

« The ceilidh of the Western Hebrides corresponds to the veillée of Lower Brittany […], and to similar story-telling festivals which formerly flourished among all the Celtic peoples. »

Au cours du XXe siècle, le sens de bal, ou de réunion de danse s'est progressivement imposé en anglais en Irlande et en Écosse. En revanche, le terme gaélique conserve sa multiplicité de sens. En gaélique écossais par exemple, « ma mère me rend visite » se dit « tha mo mhàthair a' tighinn air chèilidh orm ».  
Le premier céilí irlandais, dans la nouvelle acception du terme, fut organisé par Connradh na Gaeilge, récemment fondée, non en Irlande mais à Londres, au Bloomsbury Hall, à côté du British Museum, le 30 octobre 1897. Organisé par la branche londonienne, le programme comprenait du step dancing, de la musique, des chansons, des sets et des valses dansés sur des airs irlandais. Le mot céilí  était une erreur d’appellation pour ce type de réunion. Il avait pour but de mettre l’emphase sur le caractère social de ce type d’événements.
Par la suite, le set dancing ayant été boycotté par les organisations nationalistes irlandaises au début du siècle, car considéré comme d’origine étrangère ou anglaise, on assista à l’apparition d’une distinction entre « fior céilí », ou l’on danse des danses de céilí et « céilí » tout court, dans lesquelles on danse généralement uniquement des sets.

## Lescéilitheirlandais modernes
Dans les céilithe irlandais modernes, la danse se présente généralement sous la forme de danses de céilí, de set dancing ou de danse en couple. Il faut distinguer entre les céilithe où l'on danse quasi exclusivement du set dancing et les fior céilí dans lesquels on danse exclusivement des danses de céilí. Les uns comme les autres sont animés par des groupes de musiciens appelés céilí band. 
Le mouvement nationaliste irlandais du début du XXe siècle avait décidé de dé-angliciser la société irlandaise, selon l'expression de Douglas Hyde. La ligue Gaélique avait en conséquence organisé la promotion des activités culturelles irlandaises et le boycott des manifestations culturelles d'origine britannique. Sa branche sportive la G.A.A. proscrivait donc à ses membres de participer ou d'assister à des activités sportives telles que la boxe, le rugby à XV… Le set dancing irlandais qui remontait aux quadrilles importés du continent par l'intermédiaire de la Grande-Bretagne au début du XIXe siècle fut considéré comme étranger et banni des manifestations culturelles organisées par le mouvement culturel irlandais alors qu'il était très répandu dans les couches populaires,. On ne dansait que les danses de céilí, considérées comme purement irlandaises, dans les céilithe organisés par les associations culturelles et autres. À la suite du renouveau du set dancing, le mouvement culturel d'inspiration nationaliste distingua les fior céilí, en irlandais « céilí véritable » où l'on dansait uniquement des danses de céilí, des autres, simplement nommés céilí. 
À partir des années 1960 le nombre des fior céilithe a chuté de manière constante, en raison de la concurrence de la culture pop. Les céilithe, par contre, plus libres et populaires, connaissent une popularité croissante depuis les années 1980-1990. 
Jusque dans les années 1970 ou 1980, on ne dansait dans les céilithe, ou les house danse, que le set ou les sets locaux et des valses ou des danses en couple. Depuis le renouveau du set dancing, on peut danser, au choix, jusqu'à une quinzaine de sets différents et certains autres de façon moins fréquente. Il y a donc désormais souvent un caller, une personne au micro, qui intervient pour annoncer les figures des danses les moins connues aux danseurs.
En Irlande le premier céilí band aurait été créé en 1926 par Séamus Clandillon, le directeur de programmation de Radio Éireann, dans le but d'avoir de la musique de danse pour ses programmes enregistrés en studio. Cependant un céilí band célèbre, The Tulla Céilí Band,  revendique une origine qui remonte aux premières années du siècle.

## Lescèilidheanécossais modernes
En gaélique écossais, le mot cèilidh signifie « visite ». Par extension, il désigne aussi les bals où l'on joue de la musique traditionnelle (jigs, reels, etc.), où l'on chante des chants traditionnels (òrain-luaidh, puirt-a-beul...) et où l'on danse des danses traditionnelles (dashing white sergeant, strip the willow, Canadian barndance...). On peut les organiser chez soi, de façon informelle, ou à plus grande échelle, dans des salles des fêtes locales.
Des cèilidhean sont organisés à l'occasion de nombreuses célébrations, publiques et privées, par exemple durant le Mòd, un festival gaélique qui se déroule chaque année au mois d'octobre, durant le festival d'Édimbourg, durant les fêtes de Beltaine et de Samain, mais aussi pendant les fêtes de Noël ou de Pâques.

## Lescéilitheanglais modernes
La danse qu'on pratique dans ce qu'on appelle aujourd'hui English ceilidh, céilí anglais (parfois abrégé en  eCeilidh), a beaucoup de choses en commun avec les traditions de danses de sociétés traditionnelles irlandaises et écossaises et peut être considéré comme faisant partie de la contredanse anglaise et est donc apparenté aux contredanses.